# Бразильская литература

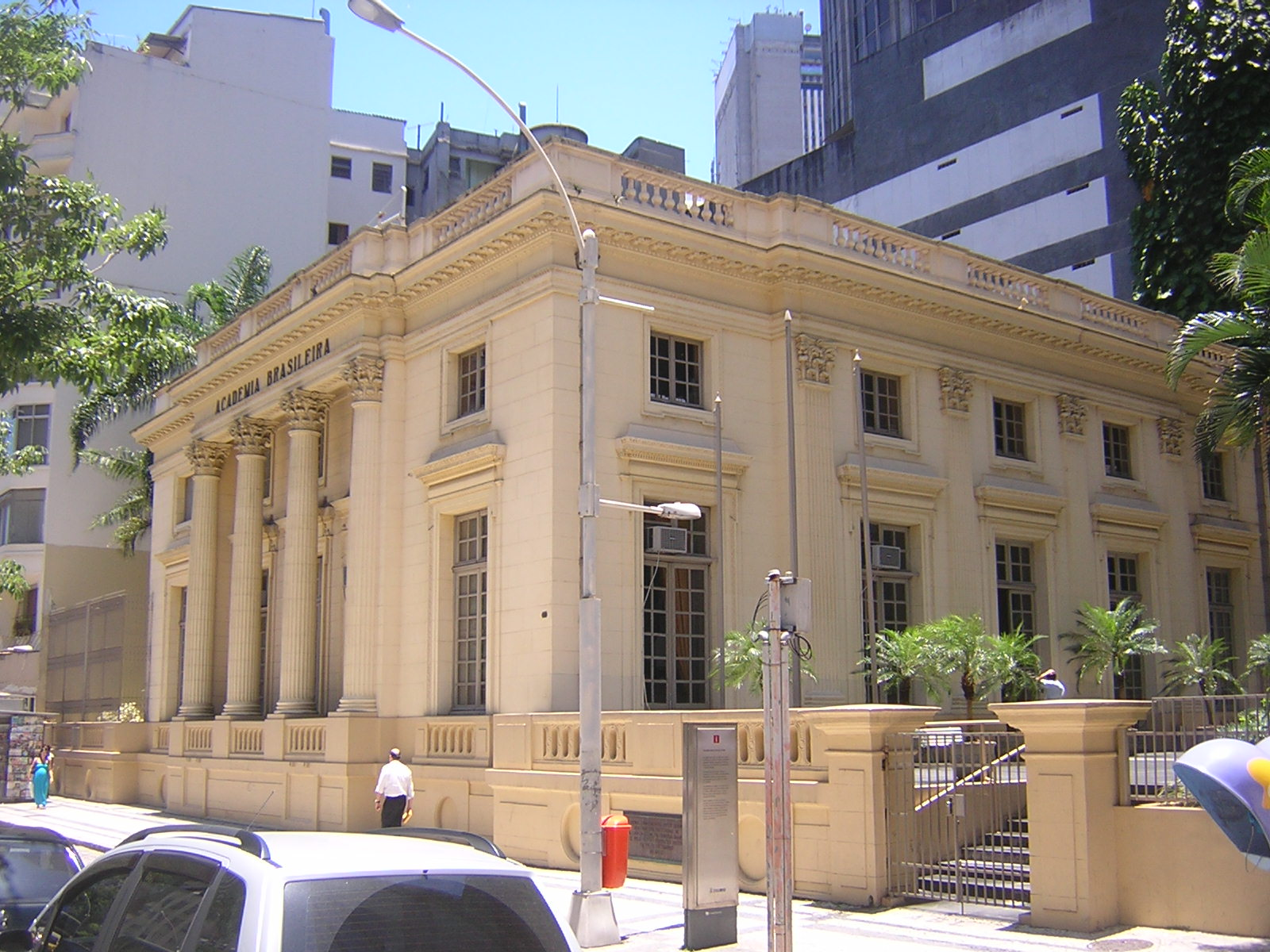
Бразильская академия литературы, Рио-де-Жанейро.

Бразильская литература — литература на португальском языке в Бразилии.

## Зарождение бразильской литературы
Начатки бразильской литературы восходят к колониальной эпохе, когда в Бразилии господствовало рабовладельческое колониальное хозяйство, основанное на рабском труде негров, тесно связанное с торговым капиталом её метрополии, Португалии, и опиравшееся на закрепощение туземного индейского населения, в частности при помощи духовных миссий, которые располагали в стране огромными земельными наделами и являлись мощным идеологическим орудием колонизаторов Бразилии. В первой половине XVI в. иезуиты выступили с рядом произведений духовного характера. Первым бразильским писателем считается Жозе ди Аншиета, хотя он был испанцем.
Первые местные поэты из рабовладельческой среды, вроде Бенту Тейшейра Пинту (1545—1605), выступившего в 1601 с поэмой «Prosopopeia», восхваляющей губернатора Пернамбуку, писали всецело под влиянием господствующих вкусов метрополии, с торговым капиталом которой и знатью эта среда была связана. Социальной основой бразильской литературы этого времени являлся господствующий класс крупных колониальных помещиков-рабовладельцев. Тем не менее исключительно тяжёлое положение рабов на сахарных плантациях, создававшее угрозу для самих основ колониального хозяйства, произвол колониально-помещичьей верхушки в стране и происки иезуитов вызвали к жизни творчество сатирика Грегориу де Матос (1636—1695).

## XVIII век
XVIII век является, как и в метрополии, эпохой развития многочисленных литературных «академий», из которых наиболее значительна учреждённая в 1763 в Рио-де-Жанейро «Arcadia Ultramarina». Литературная продукция этих кружков не выходит за пределы чисто академических упражнений. Провинция Минас-Жерайс, где получила развитие горная промышленность, стала очагом движения, стремившегося к независимости страны от Португалии. В литературе это движение характеризовалось поисками национальной тематики. Видными представителями этого течения явились лирики Клаудиу Мануэл да Коста (1729—1789), Мануэл Инасиу да Силва Алваренга (1749—1814) и Жозе ди Алваренга Пейшоту (1744—1793). Главным представителем этого литературного движения, талантливым стилизатором народной поэтической стихии был умерший в изгнании в Африке Томас Антониу Гонзага (1744—1809), одна из любовных идиллий которого была переведена Пушкиным на русский язык («С португальского»). Это движение нашло также отзвук в творчестве Жозе Базилиу да Гама (1741—1795), написавшего «О Uruguay» («Уругвай», 1769), и Санта Рита Дурао (1737—1784), создавшего эпос «Caramuru» («Карамуру», 1781).Внедрение иностранного капитала способствовало в обстановке общего подъёма в Южной Америке непосредственной борьбе за отделение от Португалии (1822). Борьбу за независимость возглавили либеральные круги землевладельческой Бразилии (порт. esclarecido — «просвещённые»), связанные с иностранным капиталом.

## XIX век
Движение в пользу литературной независимости от Португалии нашло своё выражение в бразильском романтизме. В то же время бразильский романтизм сложился под влиянием европейской, главным образом французской романтики. Его наиболее ярким проявлением было творчество выдающегося поэта Домингоса Жозе Гонсалвеса де Магальяэнса (1811—1882), автора «Suspiros poéticos» (Поэтические вздохи) и «Mysterios», эпоса «Confederação dos Tamayos» (Конфедерация Тамойев — индейского племени) и трагедий на национальные темы. В произведениях романтиков, гл. обр. из помещичьей интеллигенции, господствуют звучная фраза и условные образы: индейцы говорят языком интеллигентов и т. п. Но фон картины — бразильская природа — великолепен; в некоторых произведениях изображаются страдания индейцев и жизнь работников. Наиболее яркие представители этого течения, помимо упомянутого Магальяэнса, — романист Жозе де Аленкар (1829—1877) и поэт Гонсалвес Диас (1823—1864). Начало романтизма в Бразилии связано с именем Гонсалвеса де Магальяэнса. В 1836 году он опубликовал во Франци «Нитерой — ревиста бразилиенси» и сборник романтических стихов «Поэтические вздохи и песни тоски». В бразильском романтизме выделяются три течения: национализм или индеанизм, «мировая скорбь» и «кондорская» поэзия. Представители первого воспевали природу, историческое прошлое, средневековье, индейцев, символизировавших героическое начало, сентиментализм и религиозность. Наиболее яркими фигурами этого течения являлись Гонсалвес де Магальяэнс и Гонсалвес Диас (1823—1864). Второе, получившее название «байронического», характеризуется эгоцентризмом, нигилизмом, пессимизмом и сомнением, юношеским крушением иллюзий и усталостью. Любимой темой представителей этого течения (Алварис ди Азеведу 1831—1852, Казимиро де Абреу 1839—1860, Жункейра Фрейри 18323-1855 и Фагундес Варела 1841—1875) был уход от реальности, выраженный в образах идеализированного детства, грезах о юных девах и воспевании смерти. «Кондорская» поэзия, чьим символом молодые романтики избрали кондора, характеризуется социально направленной и свободолюбивой лирикой, отражавшей усиливающуюся борьбу во второй половине царствования Дона Педро II. К этому течению принадлежат Кастро Алвес, Тобиас Баррету и Соузандраде.
Следует упомянуть элегического поэта Казимиро де Абреу (1837—1860). Влияние Байрона сказалось на творчестве Алварес де Азеведо (1831—1852). Борьба за освобождение негров-рабов в Бразилии отразилась в творчестве бразильского поэта Антонио де Кастро Алвеса (1847—1871) (поэма «O navio negreiro» — «Невольничий корабль» — и др.), Жозе до Патросинио (1854—1905), оратора и журналиста, и Луиса Гама (1830—1882), поэта и оратора (оба — сыновья рабынь). Последняя треть XIX века отмечена «освобождением» негров (1888) и падением монархии (1889). Представителем республиканского движения в публицистике явился Силвио Ромеро (1851—1914), выступивший с критикой католической церкви и рабовладельческой монархии. К этому движению примыкал также критик Тобиас Баррето (1839—1889). Этот период характеризуется в бразильской литературе господством реализма и натурализма. Главным представителем реализма в бразильской литературе явился романист Алузиу Азеведу (1857—1913). Жестокая эксплуатация «сарингейросов», кабальных индейцев-крестьян на каучуковых плантациях, описана мелкобуржуазным бунтарём Эуклидис да Кунья (1868—1909). Обеднение городского мещанства порождает поэзию Аугусто дос Анжос (1884—1913), поэта с материалистическими тенденциями и в то же время пессимиста. Под прямым французским влиянием складывается в кругах бразильской мелкобуржуазной интеллигенции, пытающейся уйти от социальных противоречий, бразильский парнасизм. Его выдающийся представитель — Олаво Билак (1865—1918), мастер сонета, эстет, культивировавший субъективный лиризм, мотивы язычества, патриотизма и особенно эротизма. В тех же мелкобуржуазных кругах складывается в бразильской литературе символизм, представленный творчеством поэта Крузе Соуза (1863—1898), бедного чиновника. Изысканный стилист, он отражает в поэмах и очерках в туманных и запутанных образах бунтарские настроения негров. Психологизм нашёл место в романах Машаду де Ассиса (1839—1908); скептик и пессимист, он выводит типы разлагающегося общества Рио-де-Жанейро. Романист Афонсо Энрике де Лима Баррето изображал жизнь столичного мелкого чиновничества в предместьях Рио-де-Жанейро.
Нельзя не упомянуть ещё о двух направлениях романтизма в Бразилии: проза и театр. С хронологической точки зрения, первым бразильским романом был «Сын рыбака» Тейшера ди Соузы, опубликованный в 1843 году — произведение несовершенное по форме и содержанию, которое не определило генеральную линию романтизма в бразильской литературе. Поэтому первым бразильским романом принято считать роман «Смуглянка» Жоакима Мануэла де Маседо (1820—1882), опубликованный в 1844 году. Среди прозаиков эпохи романтизма можно выделить Бернарду Гимарайнша (1825—1884), Франклина Тавору (1842-1888), Жозе де Аленкара (1829—1877), Мануэла Антонио де Алмейду (1831—1861) и Алфредо д'Эскраньоля Тоне, виконта де Тоне. В театральной драматургии выделяются Мартинс Пена (1815—1848) и Пауло Эйро (1836—1871).
В 1897 году начала работу Бразильская академия литературы.

## XX век и нынешняя ситуация
Предмодернизм, представленный яркими индивидуальностями (Эуклидис да Кунья 1866—1909 и Лима Баррето 1881—1922) и стилистическим антагонизмом, не принято выделять в отдельное литературное течение. Тем не менее, в основных предмодернистских произведениях прослеживаются общие черты: новаторство, выразившееся в отходе от прошлого академического стиля; критика бразильской реальности; упор на региональные проблемы; типажи маргинального типа — обитатели северо-восточных сертанов, деревенские жители, служащие, мулаты. Писатели-предмодернисты прослеживали взаимосвязь событий современной политической и экономической жизни, стараясь сблизить придуманные истории и реальность. Предмодернизм начинается в 1902 году с публикации книг Эуклидиса да Кунья «Сертаны» и «Ханаан» Граса Араньи (1868—1931). Писатели этого направления вновь открывают Бразилию, более приближенную к действительности, прокладывая путь новому литературному течению — модернизму. Последний начинается в 1922 году с окончательного разрыва с тем, что было принято называть бразильской литературой. Помимо уже упомянутых авторов к плеяде предмодернистов принадлежат Монтейро Лобато (1882—1948), Аугусто дос Анжос (1884—1914) и Раул де Леони (1895—1926).
Наступлению периода модернизма в бразильской литературе предшествовала Неделя современного искусства в Сан-Паулу, состоявшаяся с 13 по 17 февраля 1922 в Муниципальном театре. Проведенная по инициативе группы художников, Неделя современного искусства превратилась в попытку сблизить бразильскую и европейскую культуры, не умаляя при этом значения бразильской реальности.
В первый период, длившийся с 1922 по 1930 год, модернизм характеризовался радикальными настроениями. Увлечения новизной и оригинальностью переплетались в нём с яркими манифестациями национализма. Среди писателей-модернистов, которые творили и в дальнейшем периоде, выделяются Марио де Андраде (1893—1945), Освалд де Андраде (1890—1954), Мануэл Бандейра (1886—1968), Антонио де Алкантара Машадо (1901—1935), Кассиано Рикардо (1895—1974), Гильерме де Алмейда (1890—1969), Менотти дел Пиччиа (1892—1988) и Плинио Салгадо (1901—1975). Второй период модернизма (1930—1945) отмечен появлением новых имен в бразильской прозе и поэзии. Среди поэтов выделяются Карлос Друммонд де Андраде (1902—1987), Сесилия Мейреллес (1901—1964), Мурило Мендес (1901—1975), Жоржи де Лима (1895—1953), Винисиус де Мораес (1913—1980) и Аугусто Фредерико Шмидт (1906—1965); среди прозаиков — Эрику Верисиму (1905—1975), Грасильяно Рамус (1892—1935), Жоржи Амаду (1912—2001), Жозе Линс ду Регу (1901—1957), Маркес Ребело (1907—1973) и Ракел де Кейрос (1910—2003).
Постмодернизм возник на волне значительных политико-социальных событий, имевших место после окончания II Мировой войны в 1945 году и наступления атомной эры. Не успел мир поверить в возможность установления прочного мира, как началась «холодная война». Бразильская проза погружается в искания задушевности, психологические исследования, нашедшие яркое воплощение в произведениях Кларисы Лиспектор (1925—1977). Новое звучание приобретает тема регионализма в книгах Жоана Гимараенса Розы (1908—1967), который тонко описывает деревенские традиции, передает речевые особенности крестьян, исследует психологию разбойников из центральных районов Бразилии. В 1945 году появляется плеяда молодых поэтов, отрицавших новаторство модернистов двадцатых годов, формальную свободу, их иронию и сатиру. Выступая за серьёзную, уравновешенную лирику, эти поэты ставили во главу угла совершенство поэтических форм. В эту группу, получившую название Группа-45, входили Ледо Иво (1924—2012), Периклес Эуженио да Силва Рамос (1919—1992) и Жеир Кампос (1924—1999). В конце сороковых годов появился один из самых выдающихся бразильских поэтов Жоао Кабрал де Мело Нето (1920—1999). Его современниками были Феррейра Гуллар (1930—2016) и Мауро Мота (1912—1984).
Включает произведения, созданные в 60-х и 70-х годах, в которых нашла отражение историческая реальность эпохи авторитаризма, характеризуемая жесткой цензурой. В то же время, культурная жизнь была крайне насыщенной. В поэзии прослеживается увлечение социальной тематикой. Наряду с Жоржи Амаду и Эрико Вериссимо в прозе продолжал существовать жанр регионализма в произведениях Марио Палмерио (1916—1994), Бернардо Элиса, Антонио Каладо (1917—1997), Жозуэ Монтелло (1917—2006), Жозе Кандидо де Карвальо (1914—1989) и Жозе Мауро Васконселоса (1920—1984). Среди современных писателей выделяются Аделиа Прадо (1936), Аугусто Боал (1931—2009), Аугусто де Кампос (1931), Аутран Доурадо (1926—2012), Кайо Фернандо Абреу (1948—1996), Карлос Эйтор Кони (1926), Шико Буарки де Оланда (1944), Далтон Тревизан (1925), Десио Пиньятари (1927—2012), Диас Гомес (1922—1999), Домингос Пеллегрини Жуниор (1949), Эдуардо Алвес да Коста (1936), Эдла ван Стеен, Эсдрас ду Насименто (1934—2015), Фернандо Сабино (1923—2004), Жералдо Ферраз (1906—1979), Джанфранческо Гварньери (1934—2006), Аролдо де Кампос (1929—2003), Хилда Хилст (1930—2004), Игнасио де Лойола Брандао (1937), Жуан Убалду Рибейру (1941—2014), Жозе Лино Грюневалд (1931—2000), Жозе Вейга (1915—1999), Жозе Пауло Паес (1916—1998), Лоуренсо Диафериа (1933—2008), Луис Фернандо Вериссимо (1936), Луис Виллела (1943), Лиа Луфт (1938), Лижия Фагундес Теллес (1923), Марсио Соуза (1946), Марина Колассанти (1937), Марио Шамие (1933—2011), Марио Кинтана (1906—1994), Мауро Гама (1938), Миллор Фернандес (1923—2012), Моасир Скляр (1937—2011), Нелида Пиньон (1935), Одувалдо Вианна Фильо (1936—1974), Осман Линс (1924—1978), Пауло Лемински (1944—1989), Пауло Мендес Кампос (1922—1991), Педро Нава (1903—1984), Плинио Маркос (1935—1999), Рената Паллотини (1931), Рикардо Рамос (1929—1992), Роналдо Азередо (1937—2006), Рубем Брага (1913—1990), Рубен Фонсека (1925), Самуэл Раует (1929—1984), Станислав Понте Прета (Сержио Порто) (1923—1968) и Тиаго де Мелло (1926).
Следует отметить труды социолога Жилберто Фрейре (1900—1987), превосходного стилиста и пионера бразильской социологии, автора исследования бразильского общества под названием «Casa-Grande e Senzala».